# 八尾市立竹渕小学校
八尾市立竹渕小学校（やおしりつ たこち しょうがっこう）は、大阪府八尾市にある公立小学校。

## 概要
八尾市の西部・竹渕地区を校区とする。学校名については、「竹渕」と書いて「たこち」と読む。地名も元々「たこち」だったが、住所表記の変更により「たけふち」と改められ、学校名に旧来の「たこち」の読みが残った形となった。
従来の八尾市立龍華小学校の校区を分離し、1949年（昭和24年）に開校した。

## 沿革
- 1949年（昭和24年）10月31日 - 八尾市立竹渕小学校として開校。
- 1979年（昭和54年） - 従来の校区の一部を、新設の亀井小学校校区へ編入。

## 通学区域
- 八尾市 竹渕、竹渕東、竹渕西、南亀井町2丁目（一部）、南亀井町3丁目（一部）。

卒業生は基本的に八尾市立亀井中学校に進学する。

## 交通
- 大阪メトロ谷町線 出戸駅 北へ約1.4km。
- 関西本線（大和路線） 加美駅、おおさか東線 新加美駅 南へ約1.4km。